# Batalla de La Haya

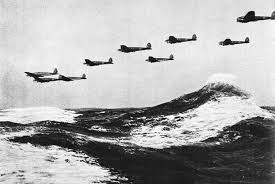
Incursión alemana a la ciudad de La Haya

La Batalla de La Haya tuvo lugar el 10 de mayo de 1940 en los Países Bajos durante Segunda Guerra Mundial. En ella se enfrentaron el Real Ejército de los Países Bajos y paracaidistas alemanes (Fallschirmjäger). La ofensiva alemana consistía en que los paracaidistas alemanes cayeran en los alrededores de La Haya con órdenes de capturar aeródromos y la ciudad neerlandesa, tratando así de forzar a la reina Guillermina I a rendirse y así conquistar después Gran Bretaña. La batalla concluyó con una victoria táctica de los holandeses.

## Plan
El plan era atacar por sorpresa haciendo pensar a los holandeses que se dirigían hacia el Reino Unido, pero el paso de los aviones alertó a los neerlandeses.

## Objetivos
Los objetivos de Alemania eran principalmente los aeródromos Ypenburg, Ockenburg y Valkenburg, sobre cuyas pistas de aterrizaje se situaron al mismo tiempo.
- Ypenburg. Aproximadamente a las 06:00, se bombardeó el aeródromo de Ypenburg. Inmediatamente después, los aviones de transporte descargaron varias oleadas de paracaidistas en los alrededores, aunque el fuego holandés causó numerosas bajas y muchos aviones fueron dañados o destruidos por los defensores. Los paracaidistas atacaron y ocuparon el edificio principal de la base, levantando la bandera alemana para señalar su victoria. A pesar de esto, los holandeses lograron evitar el avance de los alemanes desde Ypenburg hasta La Haya.
- Ockenburg. Simultáneamente paracaidistas alemanes cayeron sobre la pista de aterrizaje en Ockenburg. Aunque los defensores no pudieron evitar que los alemanes tomaran el campo de vuelo, consiguieron contener a los alemanes lo suficiente como para asegurar que las unidades de infantería holandesas Ilegaran, evitando así que llegasen a La Haya. Dado que los alemanes utilizaron el aeródromo de Ockenburg para abastecerse, los holandeses bombardearon su propia base.
- Valkenburg. El aeródromo Valkenburg estaba en construcción. Al igual que con Ypenburg, las tropas alemanes bombardearon la pista de aterrizaje antes de desplegar las tropas paracaidistas, lo que causó grandes bajas entre los defensores. Aunque los defensores consiguieron numerosas victorias sobre los paracaidistas, los alemanes tomaron el campo de aviación. Sin embargo, como estaba en construcción, los alemanes no pudieron aterrizar sus aviones. Los atacantes desembarcaron en las playas cercanas y perecieron allí a manos de aviones holandeses y el fuego de un destructor de Marina Holandesa.

## Fin del ataque
Aunque los alemanes tomaron los tres aeródromos la misión no se cumplió puesto que la reina Guillermina I no se rindió y varias horas más tarde se lanzó un contraataque. 

## Contraataque holandés
Si bien inicialmente los alemanes lograron capturar los tres aeródromos, fallaron en conseguir su objetivo primario que era capturar la ciudad de La Haya y conseguir la rendición de los holandeses. Por ello, el ejército holandés logró lanzar un contraataque pocas horas después de producido el ataque alemán.

En Ypenburg los holandeses lanzaron ataques de artillería sobre la pista de aterrizaje, causando graves daños a la misma. Después de los ataques, las tropas alemanas se vieron obligadas a evacuar edificios en llamas del campo de aviación, perdiendo su fuerte posición defensiva. Los soldados holandeses avanzaron y los soldados alemanes se vieron obligados a rendirse. En Ockenburg los bombardeos por parte de Holanda obligaron a rendirse a los alemanes. Algunos escaparon al bosque donde se defendieron y huyeron rumbo a Róterdam. Por último, en Valkenburg los holandeses recuperaron no solo el aeródromo sino que también expulsaron a los alemanes de Valkenburg aan de Geul pueblo cerca de la base.

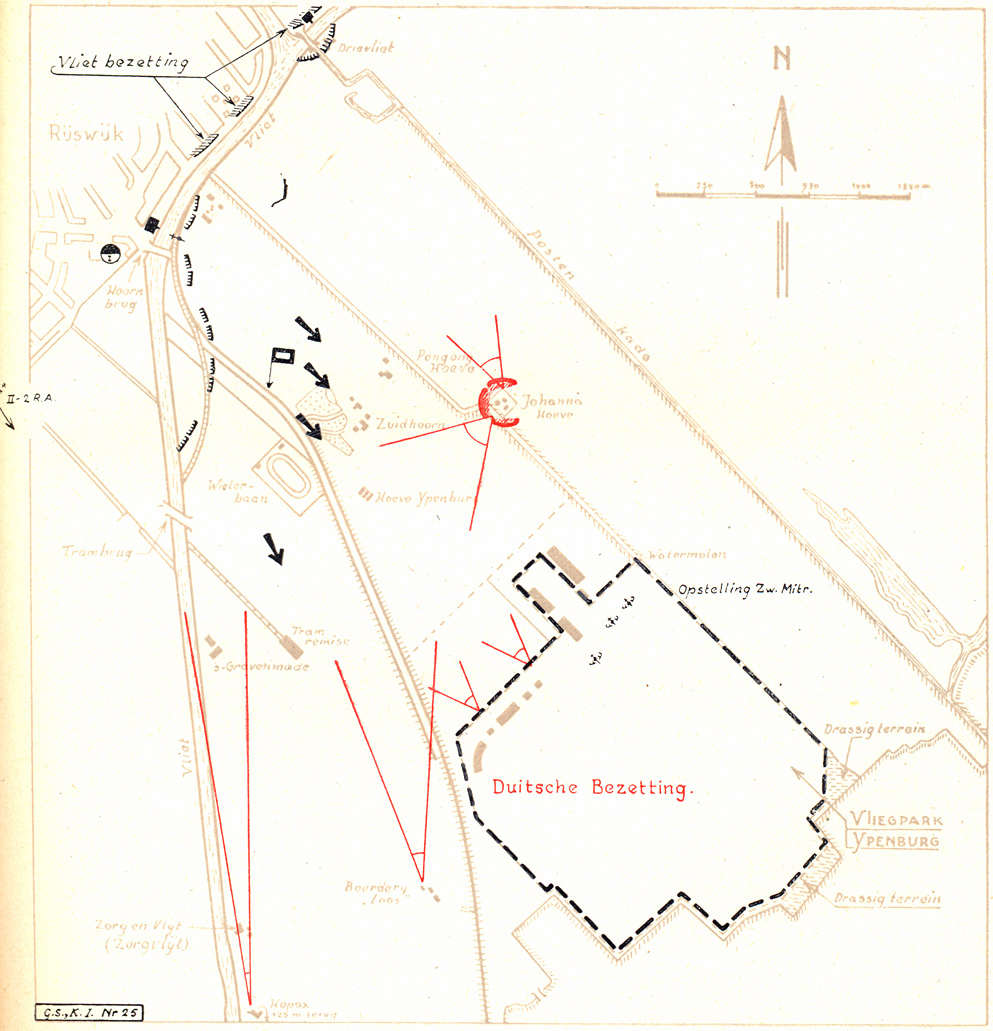
Contraataque holandés en Ypenburg.

## Importancia
Esta es una de las batallas menos conocidas de la Segunda Guerra Mundial, y está considerado el primer ataque paracaidista fallido de la historia. Sin embargo, no tuvo gran importancia para los alemanes debido a que las victorias alemanas en otros puntos fueron más trascendentales.
La Haya sería ocupada el 15 de mayo, después de la rendición holandesa, no siendo liberada hasta el 5 de mayo de 1945.